# 6e régiment d'infanterie de ligne (royaume de Hollande)
Pour les articles homonymes, voir 6e régiment.
Le 6e régiment d'infanterie de ligne (néerlandais : 6de Regiment Infanterie van Line) est une unité militaire de la République batave puis du royaume de Hollande, créée en 1805 et dissoute en 1810.

## Création et différentes dénominations
- 1805 : formation du 5e régiment d'infanterie de ligne par amalgame des 10e, 16e et 20e bataillons d'infanterie[1]
- 1806 : renommé 6e régiment d'infanterie de ligne
- 1810 : incorporé dans les 33e régiment d'infanterie légère et 123e régiment d'infanterie de l'Empire français

## Historique des opérations
Le régiment est créé en 1805 sous le nom de 5e régiment d'infanterie de ligne, à trois bataillons. En décembre 1805, ses 1er et 2e bataillons font partie de la division batave de l'armée du Nord du roi Louis-Napoléon.
Le régiment prend le numéro 6 lorsque le régiment de grenadiers de la Garde royale reçoit le numéro 1. Les 1er et 2e bataillons du régiment sont rattachés à la 2e brigade de la 1re division du corps d'armée royal hollandais engagé dans la campagne de Poméranie en avril 1807. Réduit à deux bataillons par décret du 15 novembre 1807, le 6e de ligne revient en Hollande en janvier 1808. Il repasse à trois bataillons en août 1808.
En avril 1809, le régiment fait partie du Xe corps (Jérôme de Westphalie), au sein de la 1re brigade du corps auxiliaire hollandais. Il se distingue à la bataille de Stralsund, où sont anéantis les rebelles prussiens du major von Schill. En août 1810, après l'annexion du royaume de Hollande par l'empereur Napoléon Ier, le 1er bataillon forme le 33e régiment d'infanterie légère et le 2e bataillon le 123e régiment d'infanterie.

## Uniformes
Le régiment portait un uniforme de style français mais blanc à couleur distinctive vert gazon.